# Вреден, Роман Романович
Роман Романович (Эдмунд-Роберт; Роберт Робертович) Вреден (9 [21] марта 1867, Санкт-Петербург — 7 февраля 1934, Ленинград) — российский и советский врач, военно-полевой хирург, ортопед.

## Биография
По данным Большой советской и Большой российской энциклопедий родился 9 (21) марта 1867 года и умер 7 февраля 1934 года; по другим данным родился 23 марта 1867 года и умер 5 февраля 1934 года. Его отца — брата Эдмунда Романовича Вредена — звали также Роберт Робертович (нем. Friedrich Robert Wreden; 23.8.1837, Рига — 23.8.1893, Абастуман); он был доктором медицины, действительным статским советником (с 16.04.1878). 
В 1885 году с золотой медалью окончил 1-ю петербургскую гимназию, в 1890 году — Военно-медицинскую академию. В течение трёх лет совершенствовался в клинике госпитальной хирургии академии (начальник — профессор В. А. Ратимов, и в 1893 году защитил диссертацию на степень доктора медицины.
В 1893—1896 гг. — младший ординатор Киевского военного госпиталя, заведовал хирургическим и ушным отделением; ему довелось лечить командующего округом генерала М. И. Драгомирова.
С 1896 года — старший ассистент в клинике госпитальной хирургии В. А. Ратимова, с 1898 года — приват-доцент. В 1900—1902 годах исполнял обязанности заведующего кафедрой. В 1902 году не прошёл по конкурсу на должность заведующего кафедрой госпитальной хирургии академии (был избран С. П. Фёдоров) и уволился из академии.
В 1902—1904 гг. — ведущий хирург и директор Французской больницы в Петербурге, консультант-хирург Николаевского военного госпиталя. C началом русско-японской войны был отправлен на Дальний Восток: корпусной хирург 3-го Сибирского армейского корпуса, с 24 февраля 1904 года находился на фронте; затем главный хирург Маньчжурской армии, главный полевой хирург. Был контужен, в связи с чем в марте 1905 года вернулся в Петербург.
Продолжил работать в Военно-медицинской академии, одновременно — консультант Николаевского военного госпиталя, директор и заведующий (до 1908 г.) хирургическим отделением Французской больницы Святой Магдалины. В 1905—1906 гг. — заведующий факультетской хирургической клиникой Женского медицинского института.
С 1906 года — директор первого в России Петербургского ортопедического института; одновременно продолжал работу в Военно-медицинской академии, а с 1911 года — и в Психоневрологическом институте (профессором ортопедии). 
С 6 декабря 1910 года — Действительный статский советник. Был почётным лейб-хирургом.
В первую мировую войну был главным хирургом Юго-Западного фронта.
С 1918 года — профессор ортопедии 1-го Петроградского медицинского института, также читал курс лекций по военно-полевой хирургии в Военно-медицинской академии и по ортопедии в Институте усовершенствования врачей. Продолжал работать директором Ортопедического института. С 1924 г. до конца своей жизни заведовал ортопедическим отделением Центрального государственного института травматологии, созданного путём объединения Ортопедического института с Физиохирургическим институтом.
Неоднократно избирался председателем Хирургического общества им. Н. И. Пирогова (был почётным членом) и Ленинградского общества травматологов-ортопедов, избран членом Международного общества хирургов, Американского общества военных врачей, Международных конвенций Красного Креста.
Р.Р. Вреден очень много сделал в области детской хирургии. Он активно работал в Ленинградском институте охраны материнства и детства (ныне — Санкт-Петербургский государственный педиатрический медицинский университет).
Благодаря таланту, огромной эрудиции и опыту профессора Р.Р. Вредена хирургическое отделение Института охраны материнства и детства быстро заняло ведущее место среди аналогичных учреждений. Увеличилось число больных, прошедших через отделение, возросло число оперативных вмешательств, снизился показатель внутрибольничных инфекций. При нем был организован кабинет переливания крови, возглавляемый доктором Е.С. Вышегородской.
В истории развития детской хирургии Роман Романович Вреден занял место одного из почётных пионеров. Он решительно отбросил в сторону рутинное для общих хирургов представление о ребенке как о миниатюрном взрослом и с первых дней своей работы рассматривал детскую хирургию как часть педиатрии, как хирургическую педиатрию, основанную на знаниях физиологических особенностей детского возраста. Им же были намечены и пути развития этой дисциплины в четырёх направлениях: детский костно-суставной туберкулёз, детская ортопедия, детская травматология и общая детская хирургия, где выделились следующие разделы: лечение паховых грыж, аппендицита, гнойного плеврита, опухолей.
Похоронен на Смоленском лютеранском кладбище.

## Научная деятельность
В общей хирургии первым ввёл применение морфина при полостных операциях (1901) и дал физиологическое обоснование его противошокового действия. Предложил новые операции для лечения грыж, выпадения прямой кишки, паралитического скашивания лица.
В 1905 году, после русско-японской войны, написал «Практическое руководство по военно-полевой хирургии» — второе руководство для русских военно-полевых хирургов после книги Н. И. Пирогова.
Предложил около 30 оперативных методов лечения ортопедических деформаций и заболеваний (плоскостопия, искривлений позвоночника, детских параличей и др.). Изучал происхождение врождённых и приобретённых искривлений позвоночника; предложил объяснение причин возникновения сколиоза в «мышечном корсете».
Написал первое русское руководство по ортопедии.

### Избранные труды
Источник — Электронные каталоги РНБ
- Вреден Р. Р. К этиологии цистита : Дис. … д-ра мед. — СПб.: тип. А. Якобсона, 1893. — 79 с.
- Вреден Р. Р. О местной анестезии в брюшной хирургии. — СПб.: печатня С. П. Яковлева, 1901. — 6 с. — (из Летописи русск. хирургии. — 1901. — Кн. 1).
- Вреден Р. Р. Об уборке раненых с поля сражения. О перевозке их, о перевязочных пунктах о дивизионных лазаретах, о подвижных госпиталях и этапных пунктах. — СПб.: журн. «Практич. медицина» (В. С. Эттингер), 1911. — 10 с. — (Отт. из изд.: Рус. хирургия. — 1910. — Вып. 30, Ч. 1, 4, 5).
- Вреден Р. Р. Практическое руководство по военно-полевой хирургии. — СПб.: тип. С. Л. Кинда, 1911. — 228 с.
- Вреден Р. Р. Практическое руководство по ортопедии. — Л.; М.: Гос. изд-во, 1925. — 120 с. — (Руководства и науч. пособия для высш. школы).
- Вреден Р. Р. Практическое руководство по ортопедии. — Л.; М.: Гос. мед. изд., 1930. — 269 с. — 4070 экз.
  - . — 3-е изд., испр. и доп. — Л.: Биомедгиз, 1936. — 605 с. — 5200 экз.
- Поленов А. Л. Основы практической травматологии / Сост. при участии Р. Р. Вредена и др. — Л., 1927.

## Награды
- орден Св. Станислава 2-й степени с мечами (03.11.1904 / 24.04.1905)
- орден Св. Владимира 4-й степени с мечами (31.12.1904, 10.02.1905 / 11.12.1905)
- орден Св. Анны 2-й степени (26.03.1905 / 19.03.1906)
- орден Св. Владимира 3-й степени (1912)
- орден Св. Станислава 1-й степени (1915)

иностранный
- командорский крест французского ордена Почётного легиона (1907)[3]

## Семья
В 1892 году женился на Эмилии (Amalie Emilie) Николаевне Розинской. Их дети:
- Василий
- Изабелла Эми (30.1.1893 — 01.10.1954)
- Николай (1901—1955), деятель Белого движения и мемуарист
- Вера-Виолетта (2.9.1907 — 1964?).